# Ceylonesisk rixdollar
Rixdollar var valutan på Ceylon (nuvarande Sri Lanka) tills 1828. 1 rixdollar=48 stivers. Rixdollar kom ifrån den nederländska rijksdaalder och stuiver, fast rijksdaaldern var värd 50 stuiver. Rixdollarn blev 1828 bytt mot det brittiska pundet,  1 rixdollar blev  1 shilling 6 pence.